# ایوان مارتوس
ایوان مارتوس (روسی: Иван Петрович Мартос؛ 1754 – ۵ آوریل ۱۸۳۵) مجسمه‌ساز اهل امپراتوری روسیه بود.